# Кан Юн Ми
Кан Юн Ми (кор. 강윤미, англ. Kang Yun-Mi; род.10 февраля 1988 года в Сеуле) — южнокорейская шорт-трекистка. Олимпийская чемпионка Турина в эстафете. Бронзовый призёр в абсолютном зачёте чемпионата мира в Пекине. Двукратная чемпионка мира.

## Биография
Кан Юн Ми была выбрана представителем в национальную сборную ещё в начальной, а потом и средней школе Хвачхона. В 15 лет она участвовала на юниорском чемпионате мира в Будапеште, где смогла занять второе место в многоборье и золото в эстафете. В 2004 году в Пекине  Кан выиграла на всех дистанциях и стала абсолютной чемпионкой мира среди юниоров. 
В октябре она была приглашена в национальную сборную и на Кубке мира в Чанчуне выиграла бронзу в беге на 1500 м. В марте 2005 года уже на взрослом чемпионате мира в Пекине Юн Ми была 2-й на дистанции 1500 метров, 5-й на 500 метров и 6-й на 1000 метров, вышла в финал на 3000 метров и победила. В абсолютном зачёте выиграла бронзу. 
Кан Юн Ми участвовала в Олимпийских играх в Турине, где выступала в эстафете. Главными фаворитами считались Корея и Китай, но на последнем мировом первенстве Канада оказалась первой и примкнула к этой двойке. Четвёртыми в финал попали хозяева итальянки. С самого начала лидировала китайская сборная, но победительница этой Олимпиады на 500 метров  Ван Мэн столкнулась с канадкой Калиной Роберж и обе упали. 
Этим воспользовалась кореянка Чин Сон Ю и привела свою сборную к четвёртой победе подряд на Олимпийских играх, вторыми стали канадки, третьими итальянки во главе с Мартой Капурсо. Китаянок дисквалифицировали. Через месяц на командном чемпионате мира в Монреале 2006 года Кан выиграла золотую медаль. После Олимпиады она поступила в Корейский спортивный университет. 
Кан Юн Ми окончила Корейский спортивный университет со степенью Магистр спортивной психологии, ушла на пенсию в феврале 2015 года и училась на курсах английского языка, которые проводило Национальное агентство по развитию спорта для спортсменов-пенсионеров. После этого она уехала на 7 месяцев учиться в США. Для нее учеба в Соединенных Штатах была первой настоящей свободой, которую она испытала в своей жизни. Это причина, по которой Кан Юн Ми выбрала учебу в США как «поворотный момент в своей жизни». 
Прожив в США, она приехала в Корею и присоединилась к Спортивному совету Сеула. Она отвечала за управление спортивным клубом в Сеуле. Позже она ушла и получила новую работу профессионального инструктора. Когда не работала лектором, работала стартовым судьей, объявляя о начале шорт-трека.